# Сем Кук
Самјуел Кук (енгл. Samuel Cook; 22. јануар 1931 — 11. децембар 1964), професионално познат као Сем Кук (енгл. Sam Cooke), био је амерички певач, текстописац и предузетник. Он се генерално сматра међу највећим свих времена.
Утицајан као певач и композитор.., он је познат као краљ соула због његовог карактеристичног вокала и важности у оквиру популарне музике. Његов пионирски допринос соул музици допринео је успону Арете Френклин, Бобија Вомака, Ала Грина, Куртиса Мејфилда, Стивија Вондера, Марвина Геја и Билија Престона и популаризовао људе попут Отиса Рединга и Џејмса Брауна AllMusic биограф Брус Едер написао да је Кук био "креатор соул музике", и да поседује "невероватно природно и глатко певање, без напора, које никада није премашено"
Кук је имао 30 УС Топ 40 хитова између 1957. и 1964, плус још три постхумно. Главни хитови попут You Send Me, A Change Is Gonna Come, Cupid, Chain Gang, Wonderful World, и Twistin' the Night Away су неки од његових најпопуларнијих песама. Кук је такође међу првим модерним црним извођачима и композиторима који је имао учешће и у пословном делу своје музичке каријере. Он је основао издавачку кућу као продужетак своје каријере као певач и композитор. Он је такође активно учествовао у покрету за грађанска права.
11. децембра 1964, када је имао 33, Кука је убила Берта Френклин, управница мотела Хацијенда у Лос Анђелесу, Калифорнија. Након истраге, суд је донео пресуду да је Куково убиство било оправдано. Од тада, околности његове смрти доводе у питање чланови Кукове породице и његовог широког круга пријатеља и познаника.